# بوروس (المغرب)
بوروس (بالإنجليزية: Bourrous)‏ هي جماعة قروية تابعة لإقليم الرحامنة ضمن جهة مراكش أسفي بالمغرب. بلغ مجموع عدد سكان  بوروس حسب إحصاءات 2004 حوالي 5748 نسمة يعيشون في 904 أسرة.

## إحصاء عام
| السنة | عدد السكان | عدد الأسر | عدد الأجانب |
| ----- | ---------- | --------- | ----------- |
| 1994  | 6294       | 904       | °°°°        |
| 2004  | 5748       | 904       | 0           |